# Thunersee-Beatenberg-Bahn
De Thunersee-Beatenberg-Bahn (TBB) is een kabelspoorweg in het Berner Oberland, kanton Bern, die van de Beatenbucht aan het Meer van Thun naar het boven het meer gelegen dorp Beatenberg gaat.
Zij is als enkelsporige spoorbaan uitgevoerd met symmetrisch passeerspoor in het midden van de baan, zodat de twee treinen kunnen kruisen. Op het traject is een tunnel uitgehouwen met een lengte van 67 meter.
De spoorbreedte is 1 meter. De stijging varieert tussen de 24 en 40%.

## Geschiedenis
De bouw van de spoorbaan werd in 1889 afgerond. In eerste instantie werd de spoorbaan uitgevoerd met waterballast en remtandradbaan volgens systeem Riggenbach. Er waren drie rails en in het midden bij het passeerspoor waren vier rails aanwezig. De bedrijfsvoering vond alleen in de zomer plaats. In het jaar 1911 werd de installatie omgebouwd. De tandradbaan werd verbeterd en de rails met een Abtse wissel uitgevoerd. De aandrijving werd elektrisch en geschikt om het hele jaar door in dienst zijn. De carrosserie werd in 1953 van aluminium. In 1967 werd de elektrische aandrijving vernieuwd.
Op 2 juli 2005 kon de uitgebreid gesaneerde kabelspoorweg, met de nieuwe panoramawagens, weer in bedrijf worden genomen. De beide wagens worden zonder personeel bediend. Die zijn alleen nog in de stations nodig. De dienstregeling kan uitgevoerd worden in een cyclus van 20 minuten. Voor de verbouwing was dat nog 30 minuten. Tussen 14 november en 2 december 2016 werd het aandrijfsysteem onder handen genomen.
Het dalstation wordt bediend met buslijn 21 door Verkeersbedrijf STI. 